# Tylophora anthopotamica
Tylophora anthopotamica là một loài thực vật có hoa trong họ La bố ma. Loài này được (Hand.-Mazz.) Tsiang & H.D. Zhang miêu tả khoa học đầu tiên năm 1974.